# Bulbine krzewiasta
Bulbine krzewiasta (Bulbine frutescens) – gatunek roślin z rodziny  żółtakowatych. Naturalnie występuje w republice Południowej Afryki, najliczniej w suchych dolinach Prowincji Przylądkowej Wschodniej. Gatunek rozpowszechniony jako roślina uprawna, sadzona zwłaszcza w ogrodach skalnych.

## Morfologia
Sukulent o mięsistych, równowąskich i gładkich (pozbawionych kolców) liściach tworzących przyziemną rozetę. Z rozet tych wyrastają szarawe pędy, często wytwarzające korzenie przybyszowe. Na szczycie pędu wyrasta groniasto rozgałęziony kwiatostan z promienistymi kwiatami o 6 listkach okwiatu. Listki te są żółto-pomarańczowe i tworzą ciekawy efekt barwny z żółtymi i okazałymi pręcikami. Owocem jest niewielka torebka z drobnymi, czarnymi nasionami rozsiewanymi przez wiatr.

## Zastosowanie
Żel z liści rośliny aplikuje się zewnętrznie na bóle, skaleczenia, wysypki, spierzchnięte usta, wypryski, liszaje, rzadziej w rwie kulszowej. Korzenie i kłącza bulbine wykorzystywane są do przygotowywania wlewek i płukanek stosowanych na błony śluzowe, w leczeniu takich dolegliwości jak: biegunka i infekcje narządów moczowo-płciowych. W tradycyjnej medycynie ludowej stosowany jest świeżo wyciśnięty żel z liści na: trądzik, bąble, opryszczkę (w ustach i nosie), ukąszenia, swędzenia, wrzody, poparzenia słoneczne, spękania skóry. 
Wodne i alkoholowe ekstrakty z liści bulbine krzewiastej okazały się być nieaktywne wobec mikroorganizmów patogennych (Staphylococcus aureus, S. epidermidis i Bacillis subtilis) w stężeniu 1 g/dm³.